# Mwandishi
Mwandishi ist ein Fusion-Album von Herbie Hancock. Es war Hancocks neuntes Studioalbum und seine zweite Veröffentlichung für Warner Bros. Records. Hier stellte er erstmals sein Sextett Mwandishi vor, mit dem er noch zwei weitere Alben aufnahm, die nahe an der Avantgarde des zeitgenössischen Jazz waren.

## Hintergrund
Hancock hatte 1969 von James Mtume bei den Kawaida-Sessions den afrikanischen Namen „Mwandishi“ erhalten; das Kisuaheli-Wort bedeutet „Komponist“. Auch die anderen Mitglieder seines Sextetts, mit dem er seit dem Sommer 1970 auf Tournee war, erhielten von Mtume Kisuaheli-Namen.
Bereits bei den Alben zuvor hatte Hancock in einer Sextettbesetzung mit drei Bläsern gearbeitet, um so mit unterschiedlichen Klangfarben arbeiten zu können. Zuletzt kam Maupin im August 1970 hinzu. Nachdem die Formation in vielen Auftritten zusammengewachsen war und dabei etwa in Vancouver und im London House in Chicago außergewöhnliche Momente erlebte, orientierte Hancock sich musikalisch an der Herangehensweise, die bei dem Album Bitches Brew von Miles Davis entwickelt hatte. Die Komposition glich eher einer Wegbeschreibung als einer expliziten Anweisung; nur die Melodie wurde aufgeschrieben; ein paar Akkorde, das Tempo oder der Grundcharakter waren vorgegeben. Doch die Arrangements wurden gemeinsam im Aufnahmeprozess entwickelt. Mwandishi enthielt nur drei derart konzipierte Stücke, die jeweils recht lang waren. Der eröffnende Titel „Ostinato (Suite for Angela)“, der der Aktivistin Angela Davis gewidmet ist, ist im 15/8-Takt um einen pulsierenden Groove herum aufgebaut. „Wandering Spirit Song“, das die gesamte zweite Plattenseite einnimmt, entfaltet sich über 20 Minuten dramatisch; mit seinem abstrakten Thema wirkt es eher atonal. Neben zwei Eigenkompositionen von Hancock steuerte erstmals mit Julian Priester auch ein Mitglied seiner Gruppe einen Titel bei.
Warner Bros. setzte Hancock für Mwandishi mit David Rubenson einen jungen Produzenten vor, der in der Branche einen Ruf als Hitmacher hatte und für ein sich kommerziell gut verkaufendes Album sorgen sollte. Rubenson erkannte aber, dass das Sextett musikalisch bereits festgelegt war und ließ ihm freie Hand. Das Album entstand, auch weil Rubenson die Anweisung gab, die Band so klingen zu lassen, als ob sie live spiele, in einer einzigen Sitzung am Sylvesterabend 1970 im Studio C von Wally Heider in San Francisco.
Für Hancock wurde dieses Sextett eine „F-&-E-Band, Forschung und Entwicklung, neue Dinge ausprobieren“, die weniger Songs interpretiert hätte, sondern Klanglandschaften entwickelt. Im Nachhinein war Mwandishi seine „Lieblingsplatte von allen Platten, die ich je gemacht habe, und die lockerste, die ich je gemacht habe“.

## Titelliste
1. Ostinato (Suite for Angela) – 13:10
2. You’ll Know When You Get There – 10:22
3. Wandering Spirit Song (Julian Priester) – 21:26

Soweit nicht anders angezeigt, stammen die Kompositionen von Herbie Hancock.

## Rezeption
Anders als beim Vorgängeralbum war der Down Beat mit Mwandishi zufrieden; Hancock habe sein eigenes Ding gemacht, hieß es 1971 in einem Porträt.
Richard S. Ginell bewertete Mwandishi in seiner Rezension für Allmusic als „bahnbrechendes Album“ und vergab alle fünf Punkte (und damit die Höchstnote). Hancocks Nutzung von verschiedenen Effektgeräten (Hallgeräte, Stereo-Tremolo und Echoplex) führte seine Musik in räumlichere, offenere Richtungen, die sie von den Konventionen des Post-Bop befreiten. Das kollektive Einfühlungsvermögen der Band sei bemerkenswert, obgleich Hancock mit ihr gerade erst begonnen hatte, mit dieser außergewöhnlichen Musik die Grenzen auszuloten. Musiker wie Eddie Henderson würden hier als Solist beachtliches leisten.
Für Zaid Mudhaffer markierte Mwandishi „den Beginn von Hancocks Erkundungen der äußeren Grenzen des Jazz“. Die Musik auf dem Album wäre raumgreifend und experimentell, verbände das Akustische mit dem Elektrischen und wagte sich in die Wildnis, bliebe aber dennoch in den Jazzrhythmen verwurzelt. Warner Brothers habe das Album recht gleichgültig vermarktet, wie sich in dem eher flachen, zweifarbigen Coverbild und dem Fehlen von Begleittexten zeige. Die positiven Kritiken, die das Album erhielt, haben sich nicht in guten Verkaufszahlen niedergeschlagen.
Dem mitwirkenden Ndugu Chancler zufolge war das Album Mwandishi nicht nur für die Fusionmusik ein wichtiger Meilenstein, sondern auch für den Free Jazz. Für die Rezensentin Marissa Dodge ist für die Wirkung des Albums neben der individuellen Leuchtkraft der beteiligten Musiker die Kongruenz des Ganzen entscheidend; Mwandishi spiegle die Essenz des Jazz ebenso wie des Lebens.